# Thomas Doe
Pour les articles homonymes, voir Doe.
Thomas Bartwell Doe, né le 13 octobre 1912 à Tacoma et mort le 19 juillet 1969 à Hendersonville, est un bobeur américain.

## Biographie
Thomas Doe remporte avec l'équipe 1 des États-Unis la médaille d'argent en bob à cinq aux Jeux olympiques de 1928 à Saint-Moritz.

## Palmarès
- : Médaillé d'argent du bob à cinq aux Jeux olympiques d'hiver de 1928 à Saint-Moritz ( Suisse)